# Angreppet på Lava
Angreppet på Lava var ett slag under Karl X Gustavs ryska krig mellan Sverige och Ryssland. Ryssland vann.